# Kalle Ankas Pocket 98: Kalle i Korea
Kalle i Korea är namnet på Kalle Ankas Pocket nummer 98. Det är även namnet på pocketens huvudberättelse.
ISBN 91-7706-546-8

## Innehåll

### Kalle i Korea
Detta är med sina 250 sidor den längsta historien som någonsin tryckts i en Kalle Ankas Pocket. Historien är en sammanfogning av Romano Scarpas sammanhängande historier som går under samlingsnamnet Paperolimpiadi - Seul 1988. Historien har anknytningar till Olympiska sommarspelen 1988 i Söul.
Oppfinnar-Jocke konstruerar en ny kameralins av ett mystiskt pulver som kan läka sår. Snart upptäcks det att linsen, monterad på en filmkamera, gör att man kan filma framtiden. Joakim  tänker tjäna stora pengar på upptäckten genom att under de olympiska spelen använda den för att kunna visa evenemangen innan de ens händer.
Innan Joakim och hans vänner kommer till Korea, händer många saker. Exempelvis stjäls kameran av Svarte Petter och hans kumpaner, men räddas av Musse Pigg. Dessutom får läsaren följa en kärlekshistoria mellan Chen dai Len, en flicka i Nordkorea och Kim don Ling från Sydkorea. Kim arbetar som tidningsbud i Ankeborg, och har blivit uttagen till OS-landslaget. För Knattarna berättar han om hur han när han var liten bodde vid gränsen till Nordkorea, och brukade kommunicera med Chen genom en mur som delar landet.

#### Scarpas figurer
I historien medverkar många av de figurer som Romano Scarpa lagt till i de italienska Kalle Anka- och Musse Pigg-universumen. Dock verkar översättarna ha haft väldigt svårt att komma ihåg dessa figurer, som var och en har haft en rad olika svenska namn. Följande Scarpa-figurer förekommer i berättelsen:
- Gittan - En ankdam som är ute efter Joakims gunst. Även känd som Brigitte Barfot och Gittan Gyllenfjäder.
- Greger - Gittans kumpan, som är en misslyckad affärsman. Numera känd som Johannes Näbbelin, tidigare även kallad Johannes Hum, Ludde Spinnson, Bruno Farin och Ernst.
- Klark - En kråka som agerar medhjälpare åt Musse Pigg. Till skillnad från andra fågelfigurer i Disney-serier, kan han flyga. Har även kallats såväl Krax som Flax.
- Toke Anka - En kusin till Kalle som är ännu knäppare än kusin Knase. Mest känd som Flängbert.
- Trixi - Svarte-Petters kvinnliga kumpan. Ser ut som en kvinnlig Petter. Har vid andra tillfällen även kallats Hilda och Trudy.
- Vilmer - Svarte-Petters kusin, en galen vetenskapsman. Även känd som Alkattone.

## Historietabell
| Serie nummer | Namn                     | Ritad av                | Manus         | Originaltitel              | Tuschning                                                         |
| ------------ | ------------------------ | ----------------------- | ------------- | -------------------------- | ----------------------------------------------------------------- |
| 1            | Kalle i Korea            | Romano Scarpa           | Romano Scarpa | Paperolimpiadi - Seul 1988 | Maurizio Amendola, Sandro Del Conte, Luciano Gatto & Valerio Held |
| 2            | Djungel-Knase fixar allt | Irineu Soares Rodrigues | ?             | Salvamento Selvagem        | ?                                                                 |